# Ilja Šmíd
Ilja Šmíd (ur. 14 lutego 1952 w Pilźnie) – czeski muzykolog, menedżer kultury i pedagog, dyrektor Orkiestry Filharmonii Praskiej oraz Praskiej Orkiestry Symfonicznej, od 2017 do 2018 minister kultury.

## Życiorys
Absolwent języka czeskiego i edukacji muzycznej na pilźnieńskim wydziale pedagogicznym Uniwersytetu Karola w Pradze. W Pradze studiował następnie nauki muzyczne i historię. Początkowo prowadził różne grupy artystyczne, został następnie redaktorem naczelnym wydawnictwa Lunarion. W latach 1993–2001 był prezesem i właścicielem wydawnictwa muzycznego Clarton. W 1994 współtworzył Orkiestrę Filharmonii Praskiej, którą kierował od 1996 do 2006. W 2006 został dyrektorem Praskiej Orkiestry Symfonicznej. W 2013 objął stanowisko dyrektora opery w pilźnieńskim teatrze Divadlo Josefa Kajetána Tyla. Został odwołany z tej funkcji w sezonie 2014/2015. Założył następnie agencję artystyczną AuraMusic. Zajął się również współpracą z rozgłośnią radiową ČRo Vltava (publicznego nadawcy Český rozhlas) i prowadzeniem wykładów w Wyższej Szkole Ekonomicznej w Pradze.
13 grudnia 2017 został ministrem kultury w rządzie Andreja Babiša. Funkcję tę pełnił do 27 czerwca 2018.